# Palma de Oro al mejor cortometraje
La Palma de Oro al mejor cortometraje (Palme d'Or du court métrage, en francés) es el premio máximo entregado a un cortometraje en el Festival de Cine de Cannes. El ganador es elegido por el mismo jurado que los premios Cinéfondation.
A veces se premia con una 'mención especial' o un Premio del Jurado a otros cortometrajes relevantes en dicho año.

## Ganadores
| Año  | Película                                                                   | Director                                                   | País                                                       |
| ---- | -------------------------------------------------------------------------- | ---------------------------------------------------------- | ---------------------------------------------------------- |
| 1946 | La Caída de Berlín                                                         | Yuli Raizman                                               | Unión Soviética                                            |
| 1947 | Sin adjudicar                                                              | Sin adjudicar                                              | Sin adjudicar                                              |
| 1948 | Festival no celebrado                                                      | Festival no celebrado                                      | Festival no celebrado                                      |
| 1949 | Sin adjudicar                                                              | Sin adjudicar                                              | Sin adjudicar                                              |
| 1950 | Festival no celebrado                                                      | Festival no celebrado                                      | Festival no celebrado                                      |
| 1951 | Sin adjudicar                                                              | Sin adjudicar                                              | Sin adjudicar                                              |
| 1952 | Sin adjudicar                                                              | Sin adjudicar                                              | Sin adjudicar                                              |
| 1953 | Crin-Blanc                                                                 | Albert Lamorisse                                           | Francia                                                    |
| 1954 | Sin adjudicar                                                              | Sin adjudicar                                              | Sin adjudicar                                              |
| 1955 | Sin adjudicar                                                              | Sin adjudicar                                              | Sin adjudicar                                              |
| 1956 | Le Ballon rouge                                                            | Albert Lamorisse                                           | Francia                                                    |
| 1957 | Scurta istorie                                                             | Ion Popescu-Gopo                                           | Rumania                                                    |
| 1958 | Sin adjudicar                                                              | Sin adjudicar                                              | Sin adjudicar                                              |
| 1959 | N.Y., N.Y.                                                                 | Francis Thompson                                           | Estados Unidos                                             |
| 1959 | Zmiana warty                                                               | Halina Bielinska y Wlodzimierz Haupe                       | Polonia                                                    |
| 1960 | Sin adjudicar                                                              | Sin adjudicar                                              | Sin adjudicar                                              |
| 1961 | La Petite cuillère                                                         | Carlos Vilardebo                                           | Francia                                                    |
| 1962 | La Rivière du hibou                                                        | Robert Enrico                                              | Francia                                                    |
| 1963 | À fleur d'eau                                                              | Alexander J. Seiler y Rob Gnant                            | Suiza                                                      |
| 1963 | Le Haricot                                                                 | Edmond Séchan                                              | Francia                                                    |
| 1964 | Sin adjudicar                                                              | Sin adjudicar                                              | Sin adjudicar                                              |
| 1965 | Nyitany                                                                    | János Vadász                                               | Hungría                                                    |
| 1966 | Skaterdater                                                                | Noel Black                                                 | Estados Unidos                                             |
| 1967 | Sky Over Holland                                                           | John Fernhout                                              | Países Bajos                                               |
| 1968 | Festival suspendido por los acontecimientos de mayo del 68                 | Festival suspendido por los acontecimientos de mayo del 68 | Festival suspendido por los acontecimientos de mayo del 68 |
| 1969 | Cîntecele Renasterii                                                       | Mirel Iliesiu                                              | Rumania                                                    |
| 1970 | Sin adjudicar                                                              | Sin adjudicar                                              | Sin adjudicar                                              |
| 1971 | Sin adjudicar                                                              | Sin adjudicar                                              | Sin adjudicar                                              |
| 1972 | Le Fusil à lunette                                                         | Jean Chapot                                                | Francia                                                    |
| 1973 | Balablok                                                                   | Břetislav Pojar                                            | Canadá                                                     |
| 1974 | Ostrov                                                                     | Fiodor Khitruk, Edouard Nazarov y Vladimir Zouïkov         | Unión Soviética                                            |
| 1975 | Lautrec                                                                    | Geoff Dunbar                                               | Reino Unido                                                |
| 1976 | Metamorphosis                                                              | Barry Greenwald                                            | Canadá                                                     |
| 1977 | Küzdök                                                                     | Marcell Jankovics                                          | Hungría                                                    |
| 1978 | La Traversée de l'Atlantique à la rame                                     | Jean-François Laguionie                                    | Francia                                                    |
| 1979 | Harpya                                                                     | Raoul Servais                                              | Bélgica                                                    |
| 1980 | Seaside Woman                                                              | Oscar Grillo                                               | Reino Unido                                                |
| 1981 | Moto perpetuo                                                              | Béla Vajda                                                 | Hungría                                                    |
| 1982 | Merlin ou le cours de l'or                                                 | Arthur Joffé                                               | Francia                                                    |
| 1983 | Je sais que j'ai tort mais demandez à mes copains ils disent la même chose | Pierre Levy                                                | Francia                                                    |
| 1984 | Le Cheval de fer                                                           | Gérald Frydman y Pierre Levie                              | Francia                                                    |
| 1984 | Chiri                                                                      | David Takaichvili                                          | Unión Soviética                                            |
| 1985 | Jenitba                                                                    | Slav Bakalov et Rumen Petkov                               | Bulgaria                                                   |
| 1986 | An Exercise in Discipline - Peel                                           | Jane Campion                                               | Australia                                                  |
| 1987 | Palisade                                                                   | Laurie McInnes                                             | Australia                                                  |
| 1988 | Vykrutasy                                                                  | Garri Bardin                                               | Unión Soviética                                            |
| 1989 | 50 ans                                                                     | Gilles Carle                                               | Canadá                                                     |
| 1990 | The Lunch Date                                                             | Adam Davidson                                              | Estados Unidos                                             |
| 1991 | Z podniesionymi rekami                                                     | Mitko Panov                                                | Polonia                                                    |
| 1992 | Omnibus                                                                    | Sam Karmann                                                | Francia                                                    |
| 1993 | Coffee and Cigarettes III                                                  | Jim Jarmusch                                               | Estados Unidos                                             |
| 1994 | El Héroe                                                                   | Carlos Carrera                                             | México                                                     |
| 1995 | Gagarin                                                                    | Alexij Kharitidi                                           | Rusia                                                      |
| 1996 | Szél                                                                       | Marcell Iványi                                             | Hungría                                                    |
| 1997 | ...Is It the Design on the Wrapper?                                        | Tessa Sheridan                                             | Reino Unido                                                |
| 1998 | L'Interview                                                                | Xavier Giannoli                                            | Francia                                                    |
| 1999 | When the Day Breaks                                                        | Amanda Forbis y Wendy Tilby                                | Canadá                                                     |
| 2000 | Anino                                                                      | Raymond Red                                                | Filipinas                                                  |
| 2001 | Bean Cake                                                                  | David Greenspan                                            | Estados Unidos                                             |
| 2002 | Eso utan                                                                   | Péter Mészáros                                             | Hungría                                                    |
| 2003 | Cracker Bag                                                                | Glendyn Ivin                                               | Australia                                                  |
| 2004 | Trafic                                                                     | Catalin Mitulescu                                          | Rumania                                                    |
| 2005 | Podorozhni                                                                 | Igor Strembitsky                                           | Ucrania                                                    |
| 2006 | Sniffer                                                                    | Bobbie Peers                                               | Noruega                                                    |
| 2007 | Ver llover                                                                 | Elisa Miller                                               | México                                                     |
| 2008 | Megatron                                                                   | Marian Crisan                                              | Rumania                                                    |
| 2009 | Arena                                                                      | João Salaviza                                              | Portugal                                                   |
| 2010 | Chienne d'histoire                                                         | Serge Avédikian                                            | Francia                                                    |
| 2011 | Cross                                                                      | Maryna Vroda                                               | Ucrania                                                    |
| 2012 | Sessiz-Be Deng                                                             | Rezan Yeşilbaş                                             | Turquía                                                    |
| 2013 | Safe                                                                       | Moon Byoung-gon                                            | Corea del Sur                                              |
| 2014 | Leidi                                                                      | Simón Mesa Soto                                            | Colombia                                                   |
| 2015 | Waves '98                                                                  | Ely Dagher                                                 | Líbano                                                     |
| 2016 | Timecode                                                                   | Juanjo Giménez Peña                                        | España                                                     |
| 2017 | A Gentle Night                                                             | Qiu Yang                                                   | China                                                      |
| 2018 | All These Creatures                                                        | Charles Williams                                           | Australia                                                  |
| 2019 | The Distance Between Us and The Sky                                        | Vasilis Kekatos                                            | Grecia                                                     |
| 2020 | Festival cancelado por la pandemia COVID-19                                | Festival cancelado por la pandemia COVID-19                | Festival cancelado por la pandemia COVID-19                |
| 2021 | All the crows in the world                                                 | Tang Yi                                                    | Hong Kong                                                  |
| 2022 | The Water Murmurs                                                          | Story Chen                                                 | China                                                      |
| 2023 | 27                                                                         | Flóra Anna Buda                                            | Hungría                                                    |
| 2024 | The Man Who Could Not Remain Silent                                        | Nebojša Slijepčević                                        | Croacia                                                    |